# Las Cabras
Las Cabras is een gemeente in de Chileense provincie Cachapoal in de regio Libertador General Bernardo O'Higgins. Las Cabras telde 24.640 inwoners in 2017 en heeft een oppervlakte van 749 km².

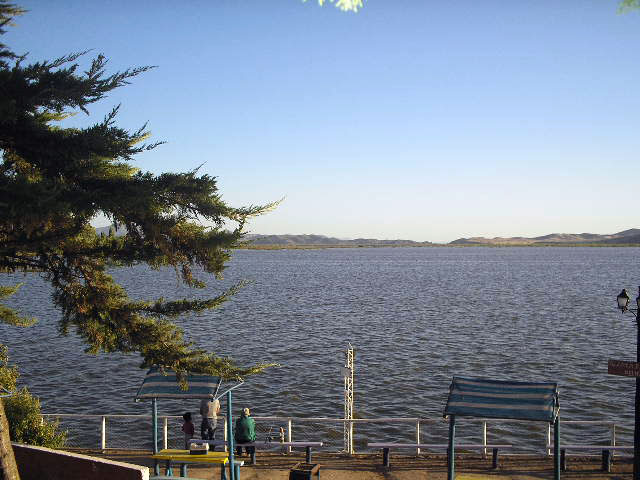
Rapelmeer bij Las Cabras